# Цзяцяо Лінь
Цзяцяо Лінь (англ. Chia-Chiao Lin, кит. трад.: 林家翹, 7 липня 1916 — 13 січня 2013) — американський спеціаліст з прикладної математики китайського походження, професор Массачусетського технологічного інституту, академік Американської академії мистецтв і наук, іноземний член Китайської академії наук. Зробив великий внесок у теорію гідродинамічної стійкості, турбулентних течій, математику та астрофізику.

## Біографія
Предки Ліня походять з Фучжоу, а сам він народився в Пекіні. У 1937 році він закінчив факультет фізики Національного університету Цінхуа в Пекіні.
Після закінчення навчання він був викладачем на фізичному факультеті університету Цінхуа. У 1939 році Лінь отримав стипендію Boxer Indemnity Scholarship і спочатку отримав підтримку для навчання у Великій Британії. Однак через Другу світову війну Ліня та кількох інших студентів відправили на кораблі до Північної Америки. На жаль, судно Ліня було зупинено в Кобе, Японія, і всім студентам довелося повернутися до Китаю.
У 1940 році Лінь нарешті дістався Канади та навчався в Університеті Торонто, де отримав ступінь магістра. У 1941 році Лінь продовжив навчання в США і здобув ступінь доктора філософії в Каліфорнійському технологічному інституті в 1944 році під керівництвом Теодора фон Кармана. Його дисертація доктора філософії давала аналітичний метод розв'язання задачі стійкості паралельних зсувних потоків, яка була предметом дисертації доктора філософії Вернера Гейзенберга.
Лінь викладав у Каліфорнійському технологічному інституті між 1943 і 1945 роками і в Університеті Брауна між 1945 і 1947 роками. В 1947 році Лінь перейшов на роботу до Массачусетського технологічного інституту. У 1953 році Лінь отримав звання професора Массачусетського технологічного інституту, а в 1963 році став інститутським професором Массачусетського технологічного інституту. З 1972 по 1974 рік він був президентом Товариства з промислової та прикладної математики. Лінь пішов на пенсію з Массачусетського технологічного інституту в 1987 році.
У 2002 році він повернувся до Китаю та допоміг заснувати Центр прикладної математики Чжоу Пей-Юань (ZCAM) в Університеті Цінхуа. Він помер у Пекіні в 2013 році у віці 96 років.

## Відзнаки та нагороди
За свою кар'єру Лінь отримав багато премій і нагород, в тому числі:
- Перша премія з гідродинаміки[en] від Американського фізичного товариства, 1979[11]
- Премія Національної академії наук США з прикладної математики та чисельного аналізу, 1976[12]
- Медаль Тимошенка, 1975[13]
- Премія Отто Лапорте, 1973
- Нагорода видатних випускників Каліфорнійського технологічного інституту[14]

Лінь був членом Національної академії наук США, Американської академії мистецтв і наук, Американського філософського товариства й Американської асоціації сприяння розвитку науки. У 1958 році Лінь був обраний академіком Академії Сініка, а в 1994 році став іноземним членом Китайської академії наук.